# Sommer-OL 1996
Sommer-OL 1996 blev afholdt i Atlanta, med sejlsportskonkurrencerne i Savannah - begge byer i delstaten Georgia. Egentlig havde Grækenland håbet på, at OL ville vende 'hjem' til Athen 100 år efter de første moderne olympiske lege, men der var tvivl om Grækenlands bud. Atlanta gav modstanderne af kommercialisme meget mere at råbe op om. 
Under OL blev sprang en bombe i centrum af Centennial Park og tog livet af to mennesker og sårede over 100 andre.
Muhammad Ali tændte den olympiske flamme og amerikaneren Michael Johnson satte verdensrekord i 200 m – 19,32 sekunder – og vandt også guld i 400 m.
Storbritanniens rokonge Steve Redgrave vandt sin fjerde guldmedalje og Donovan Bailey fra Canada tog guldet i 100 m i verdensrekordtiden af 9,84 sekunder. Den forsvarende OL mester, Linford Christie fra Storbritannien blev diskvalificeret efter to gange tyvstart.
Danskerne husker nok især legene for kvindelandsholdet i håndbold. Det vandt i finalen over Sydkorea i en sand gyser med forlænget spilletid. Anja Andersen brændte et straffekast i den ordinære kamps sidste sekunder.
De danske sportsudøvere vandt seks medaljer. Udover guldet i håndbold blev det også til guld i badminton, roning og sejlsport samt sølv i cykelsport og bronze i roning.
De danskere, som var i USA og så OL åbningen på amerikansk tv, så ikke danskerne gå ind på stadion, for da bogstavet D kom, startede der reklamer, og reklamerne var først tilbage midt inde i lande startene med F. 
Danske deltagere
- 57 mænd
- 69 kvinder

## Danske medaljetagere
| Medalje | Navn(e) | Sportsgren      | Disciplin                   |
| ------- | --- | --------------- | --------------------------- |
| Guld    | Poul Erik Høyer-Larsen | Badminton       | Herresingle                 |
| Guld    | Eskild Ebbesen Thomas Poulsen Niels Henriksen Victor Feddersen | Roning          | Letvægtsfirer uden styrmand |
| Guld    | Kristine Roug | Sejlsport       | Europajolle                 |
| Guld    | Lene Rantala Anne Dorthe Tanderup Camilla Andersen Tina Bøttzau Anette Hoffmann Anja Byrial Hansen Marianne Florman Janne Kolling Conny Hamann Anja Andersen Gitte Madsen Gitte Sunesen Heidi Astrup Tonje Kjærgaard Susanne Munk Lauritsen Kristine Andersen | Håndbold        | Kvinder                     |
| Sølv    | Rolf Sørensen | Cykelsport      | Landevejsløb                |
| Bronze  | Trine Hansen Lars Arndt | Roning Boksning | Singlesculler               |

- Wikimedia Commons har flere filer relateret til Sommer-OL 1996

| Sport | Spire Denne artikel om sport er en spire som bør udbygges. Du er velkommen til at hjælpe Wikipedia ved at udvide den. |